# クーガー装甲車
クーガー装甲車（クーガーそうこうしゃ）は、対戦車地雷とIED（即席爆発装置）に対応できるよう設計された装甲戦闘車両（MRAP）である。

## 概要
本車は対弾・対爆車輌メーカーであるフォース・プロテクション社（Force Protection, Inc.）が開発した対地雷伏撃防護装甲車（MRAP）の一つで、弾道兵器と地雷に対する防御を施された車輛である。車体の設計はスパルタンモーターズで完成された。小火器や対戦車地雷、IEDから防護するために特徴的な設計と素材が組み合わされており、広範囲からの攻撃に対しても乗員とエンジン区画の両方を守っている。1輌の単価は四輪仕様で47万5,000USドル、六輪仕様で64万4,000USドルである。
底面がV型成形されたモノコック構造の車体が機関室まで延長されており、車体下方からの爆風の直射を受け流す。本車の空調は二重化されており、イラクの気温摂氏37.8度以上の環境でも重装備した歩兵が熱中症を起こすことなく活動することができた。

## 開発
クーガーは2004年、アメリカにあるフォース・プロテクション社の小さな開発チームによって設計された。これは、アメリカ海兵隊の緊急の要求に応えたものである。一般に信じられていることに反して、本車は南アフリカの車輛ではなく、また、南アフリカとは無関連にアメリカで開発された。ただし、1950年代からイギリス領ローデシアおよび南アフリカ国防軍で進化・発展した、車輛の対地雷防護技術を基にしている。これまでに4,000輌がアメリカ陸軍のMRAP（対地雷・奇襲防御）やその他のプログラムで配備された。
ロバート・ゲーツ国防長官は、クーガーが300回以上に上るIED攻撃を受けたにもかかわらず死者は無かったという2004年の海兵隊レポートに基づき、本車の大量発注を要求した。その後、イラクでもクーガーは多数のIED攻撃を受け、数例では犠牲者が出ている。イギリスではマスティフAPVとして、RG-31のかわりにクーガーを選定した。
アメリカ国防総省は将来的に、本車にCrows II（汎用遠隔操作兵器システム）の遠隔兵器ステーションとレイセオン・クイックキル能動型対RPGシステム、フラッグキット6対EFP 装甲などの追加を計画している。

## 派生型
クーガーには2種類の型式があり、四輪駆動または六輪駆動がある。本車は兵員と装備の輸送のために設計されており、IEDなどの爆発物に対応できる。
クーガーHEV（強化工兵車）
アメリカ海兵隊によって四輪駆動と六輪駆動が2004年に発注された。
クーガーJERRV（Joint EOD rapid response vehicle・統合型爆発物処理即応車輌）
アメリカ陸軍、空軍、海兵隊向けの四輪駆動または六輪駆動型。ほぼ200輌が2005年-2006年に発注された。また、他に200輌が2006年後期に発注された。犠牲者に対する大衆の懸念から、アメリカ軍の政治的な主導権を考慮して本車はMRAPと呼ばれた。
バジャーILAV（イラク軍軽量装甲車）
クーガーを基として、イラク陸軍向けにFPIIとBAEシステムズが生産したもの。
リッジバックPPV（防護警備車両）
イギリス軍の四輪駆動バージョン。FPIIの供給する基礎車体にイギリス軍の装甲と電装を施した。少数の車輛にはエンフォーサー遠隔兵器ステーションの装備が含まれる。
マスティフPPV（防護警備車両）
イギリス軍の六輪駆動バージョン。FPIIの供給する基礎車体に、イギリスのNPエアロスペース社の電子装備と装甲を施して完成させたもの。
ウルフハウンド（重補給支援車両）
クーガー六輪車をイギリス軍が改修したもの。FPIIの供給する基礎車体に、イギリスのNPエアロスペース社の電子装備と装甲を施して完成させている。90輌がMODに発注され、高度に防護された輸送車として供給された。砲の輸送と補給任務に用いられる。

テンペストMPV（地雷防護車輌）
南アフリカ軍仕様の車体を基とした旧型であり、2004年4月-9月にかけ、アメリカ海兵隊の要求に基づいて新造されたクーガーと混同されるべきではない。

## 使用国
カナダ
カナダ陸軍が使用。-2009年に5輌が配備、34両が発注された。
 ジョージア
2024年時点で、ジョージア陸軍が10両のクーガーを保有。
 イギリス
248輌のマスティフと、90輌のウルフハウンド、そして、157輌のリッジバックが発注された。
 イラク
756輌のバジャー四輪駆動型がある。さらに109輌が発注され、総計では865輌となった。
 イタリア
6輌のクーガー六輪駆動型がある。
 ルーマニア
ルーマニア陸軍が六輪駆動のHE 型を使用。アフガニスタンに派遣されている。
 ハンガリー
3輌のクーガーが売却され、おそらく、より多数の車輛が配備される。
 ポーランド
アメリカとの間で中古車両300両の売買契約を締結した。
 アメリカ合衆国
- ブラックウォーターUSA民間軍事会社[17]。
- アメリカ陸軍
- アメリカ海軍
- アメリカ海兵隊
- アメリカ空軍

 ウクライナ
2022年ロシアのウクライナ侵攻を受けイギリスがマスティフとウルフハウンドを提供。アメリカも37輌を提供(形式は不明)。
 ウズベキスタン
2023年時点で、ウズベキスタン陸軍が数量不詳の4輪駆動型歩兵機動車と、7両の汎用装甲車を保有している。

## 配備

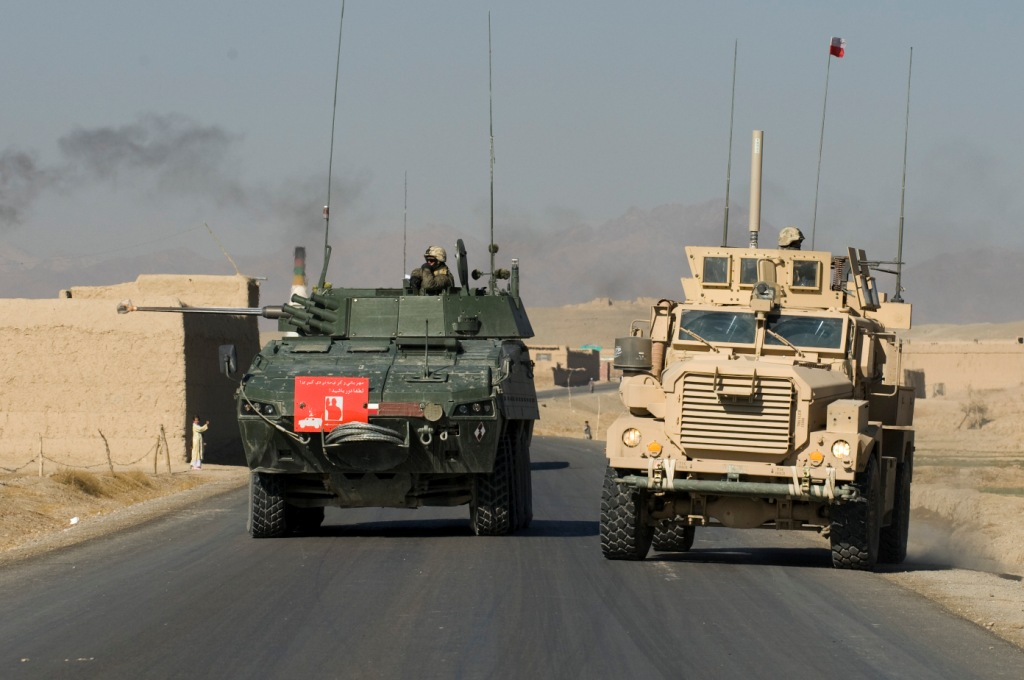
アフガニスタンにおけるポーランド軍のKTO ロソマクM1とクーガー

クーガーは、アメリカ軍とイラク陸軍に用いられ、イギリス陸軍でも軍務に就いた。これらの国の任務では、クーガーは多様な作戦に投入された。アメリカ海兵隊、アメリカ海軍の建設工兵隊（シービー）、アメリカ空軍のレッドホース（高速展開可能な空軍の工兵部隊）などでは、HEV（Hardened Engineer Vehicle・強化工兵車輛）やen:JERRV（Joint Explosive Ordnance Disposal Rapid Response Vehicles・統合型爆発物処理即応車輌）として使用された。
イギリス陸軍の派生型であるマスティフは、原型のクーガーに対して貼視ブロックを大型化し、兵装の発射孔を防護する大きな垂直装甲板を追加している。これはイギリス陸軍のドクトリンにおける装甲兵員輸送車の役割に関し、特に対象から防御しながら兵員を輸送するときや、兵員の降車時に火力支援を行うときなどの要求に合わせたものである。マスティフの銃塔（OGPK）には、L7A2 汎用機関銃、FN MAG、ミニミ軽機関銃、L11A1 重機関銃、ブローニングM2重機関銃、40mm自動擲弾銃。もしくは50mm砲などが装備できる。イギリス陸軍の装甲兵員輸送車というものへの考え方の一面（これは、アメリカ軍とは異なる）として、移動中の装甲戦闘車両の銃眼から射撃する際に、歩兵の銃火が正確さを保っていられるかどうか、その平均的な能力に疑問が投げかけられたということがあげられる。また、大きな装甲板は、RPGやIEDの爆発に対する側面の防護能力を追加している。
イギリス陸軍では、初期の地雷防護車輌を運用した。これは、テンペストMPVと名付けられた。2008年11月、イギリス陸軍はイラクとアフガニスタンで用いる、400輌を越えるクーガーを発注した。これは、一連の緊急を要する作戦上の需要（UORs）に基づいていた。2007年2月に、最初のマスティフが86輌配備され、さらに22輌の発注が3月に追加された。総計で108輌が配備された。2007年10月、ゴードン・ブラウンは、兵員を地雷と道路脇の爆弾から防護するため、140輌のマスティフと157輌の四輪駆動バージョンのクーガー（リッジバックと命名された）の追加配備を計画していると伝えた。
カナダでは、アフガニスタンの作戦にクーガーを投入した。

## 画像

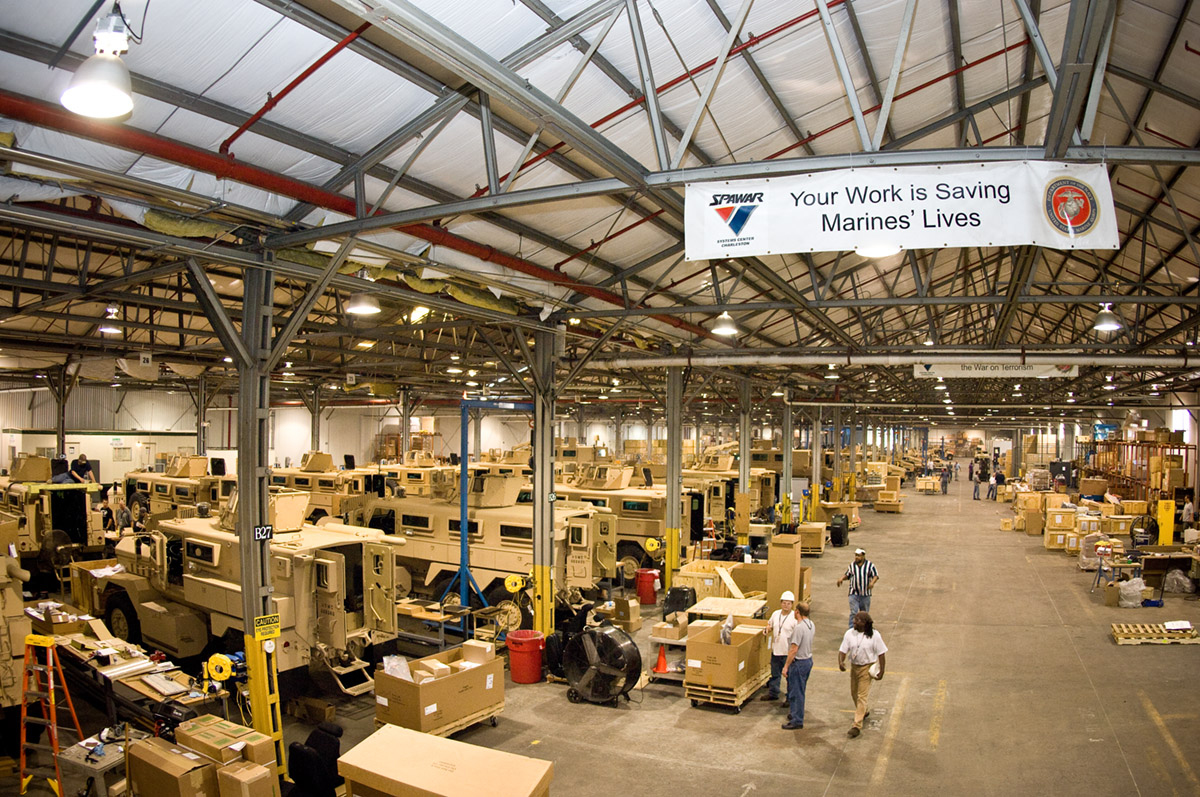
SSC Atlanticで改修作業を受けるクーガー
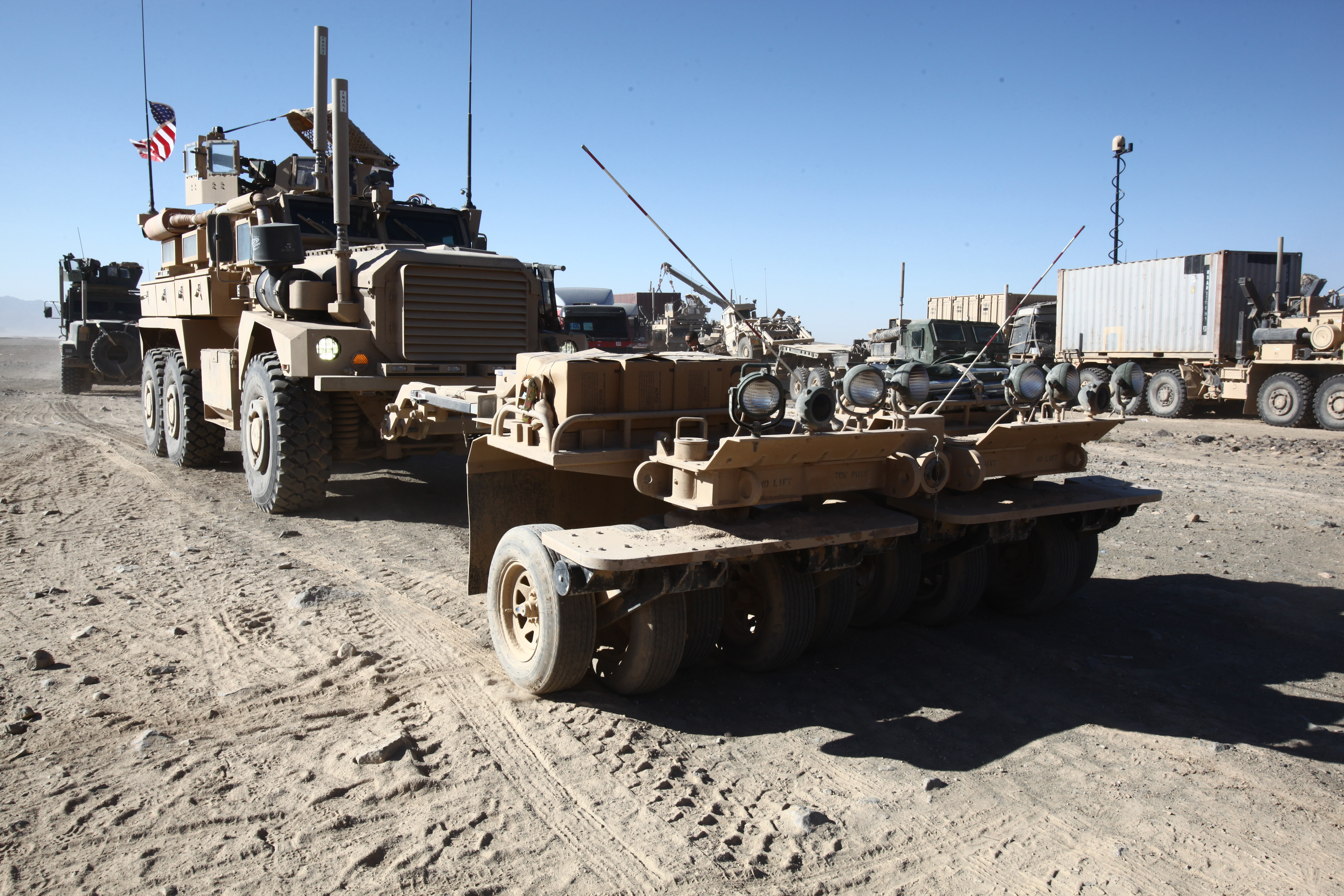
地雷対策のローラーを装備したクーガーHE
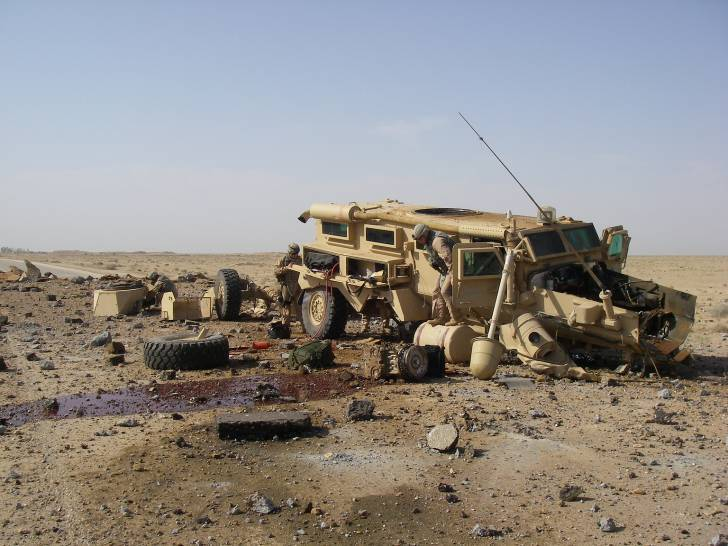
IEDの攻撃を受けたクーガー。車内の全員が生存。
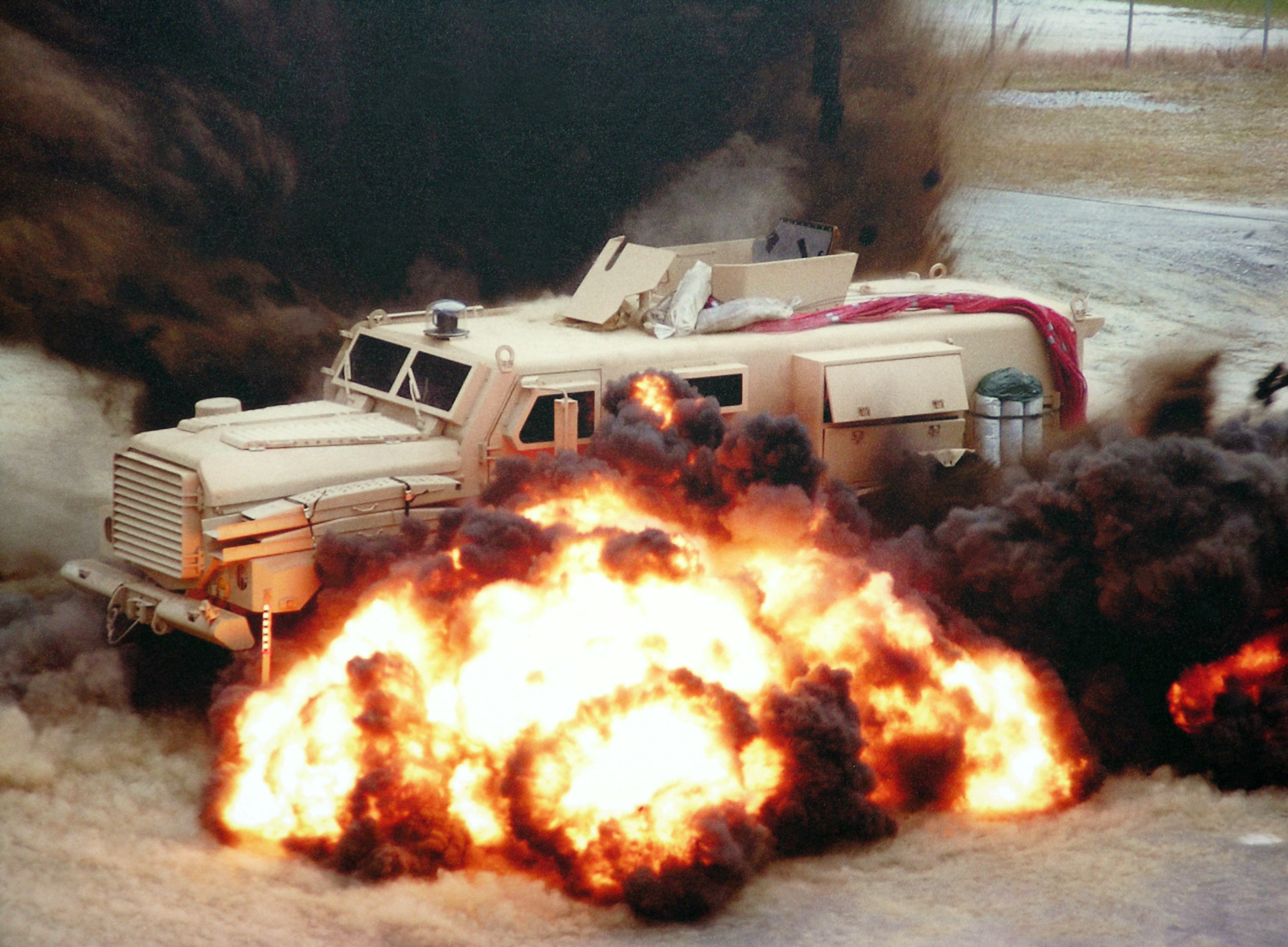
爆発の耐久試験を行うクーガー
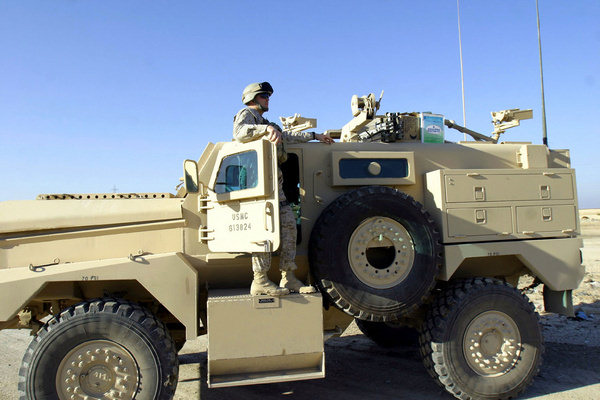
クーガーH型
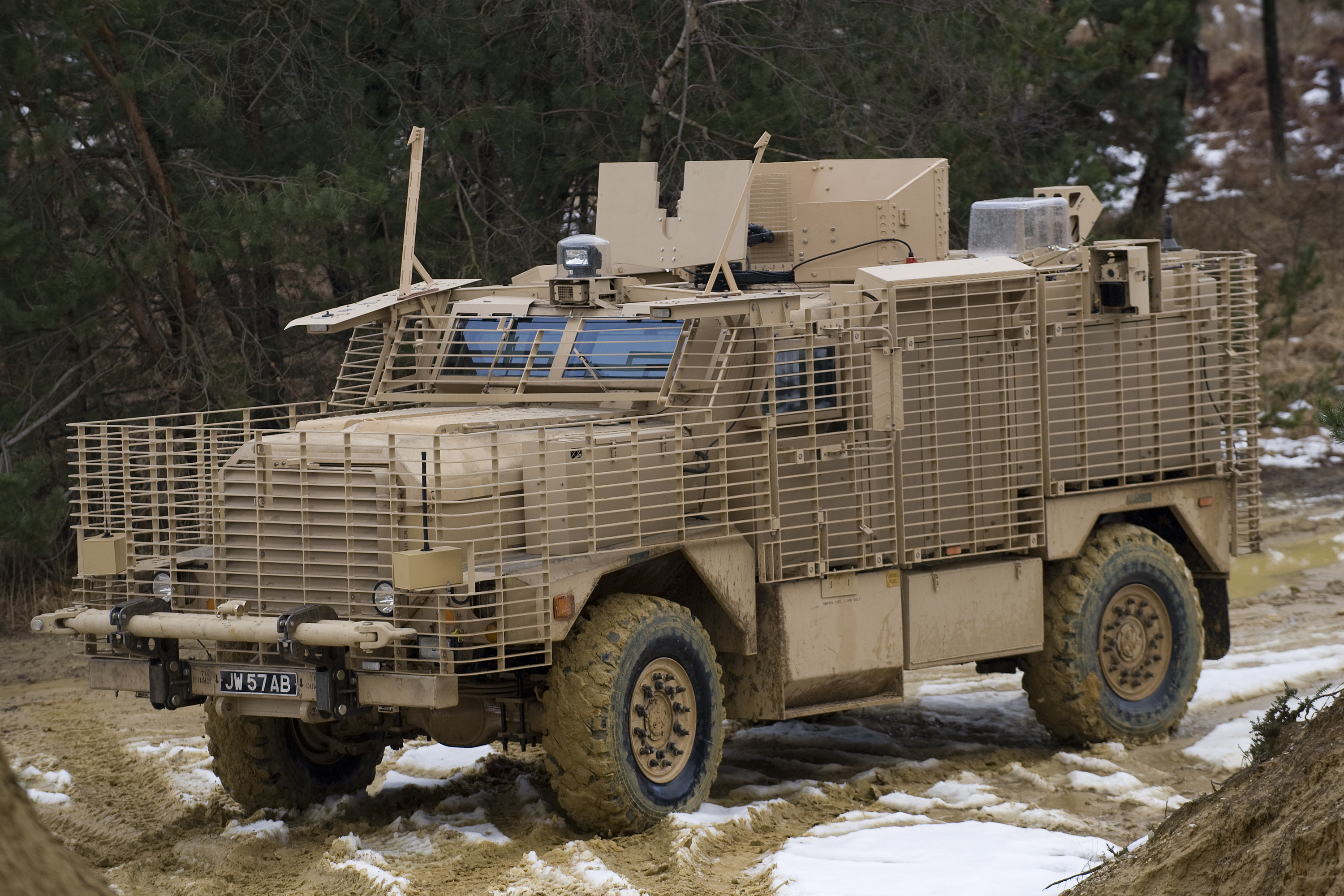
リッジバックPPV
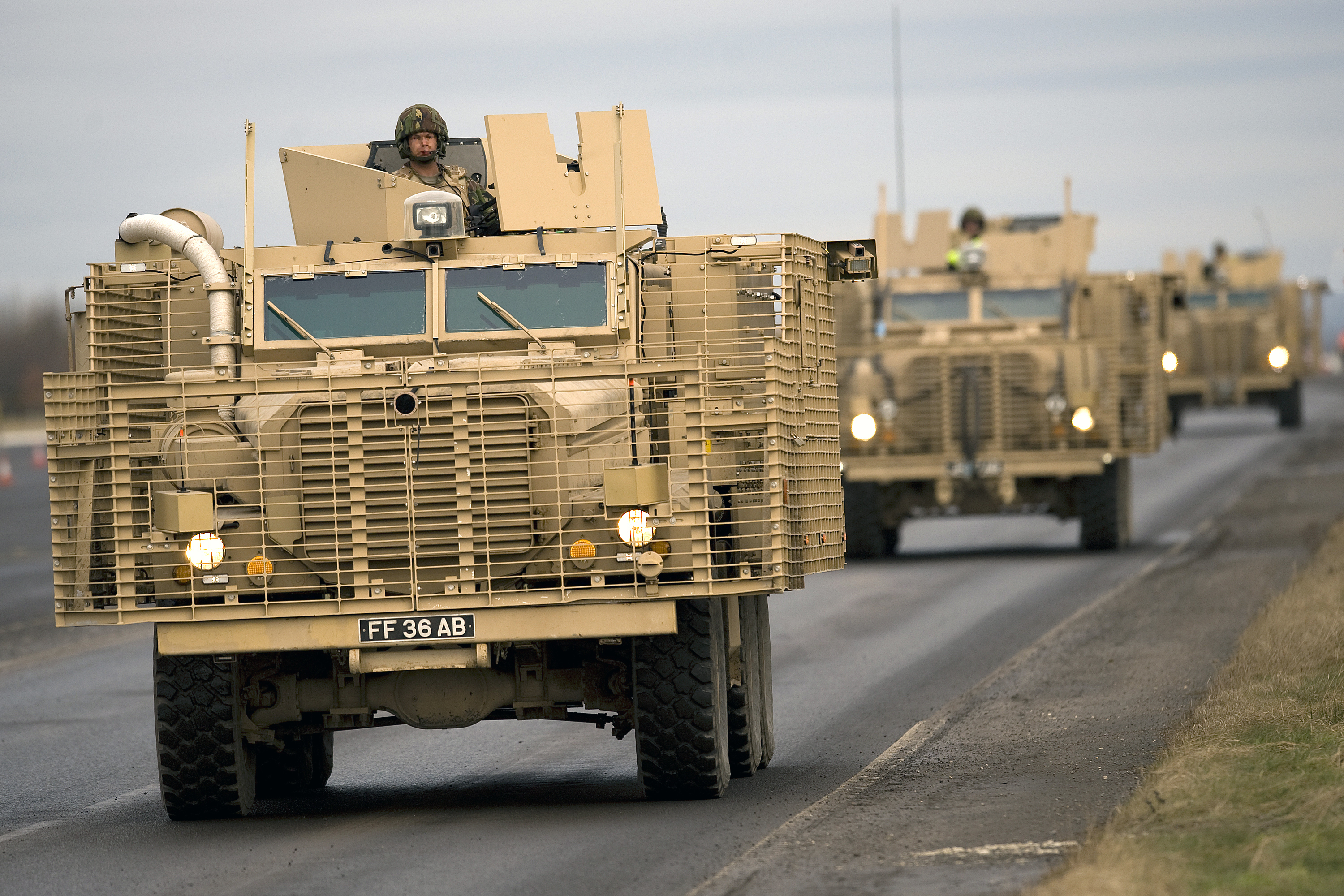
マスティフPPV
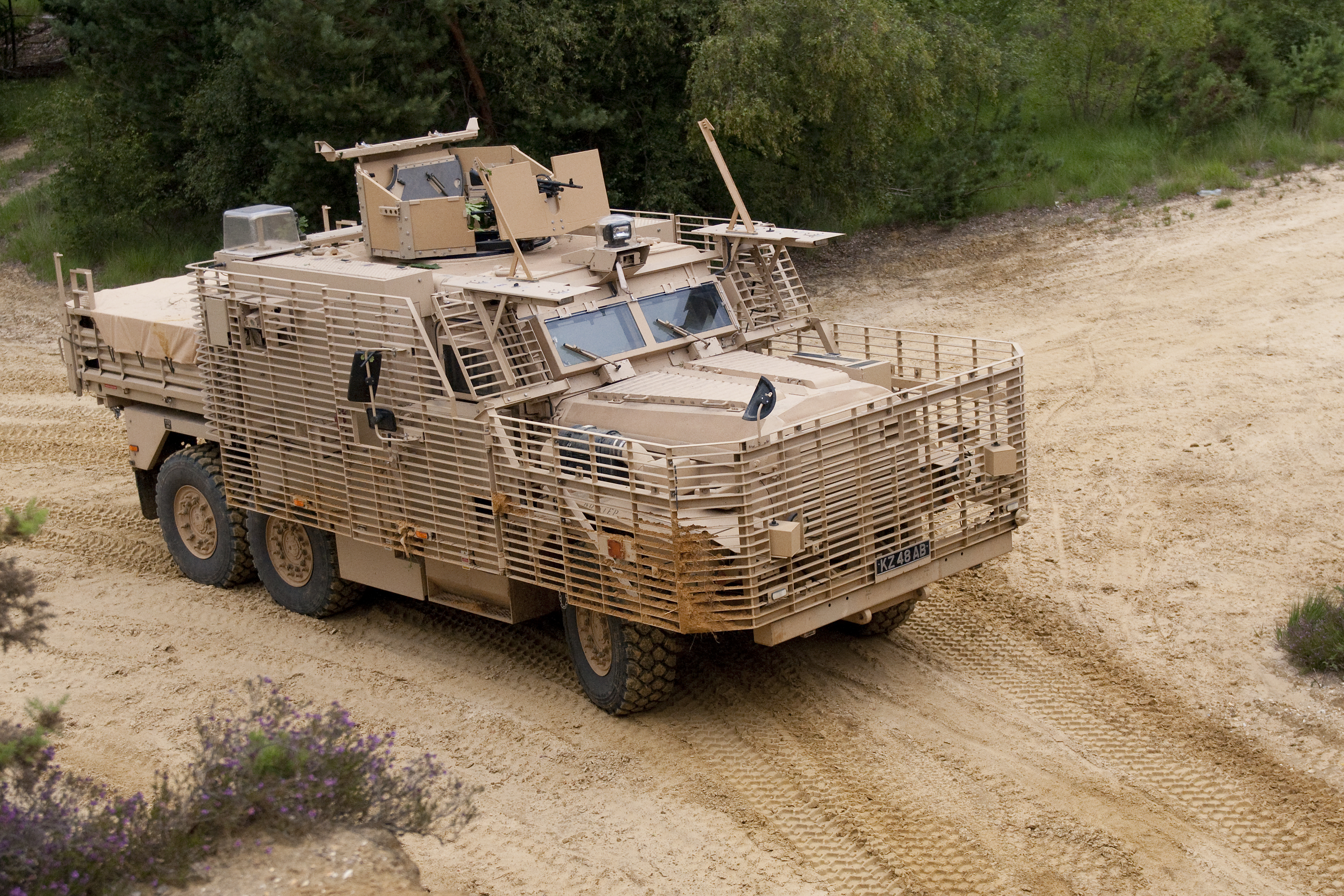
ウルフハウンド

## 登場作品

### 映画
『GODZILLA ゴジラ』
作戦本部付近に駐車していたり、核弾頭を輸送する列車を護衛するため、カリフォルニア州ローン・パインに出動したりと、随所に登場する。
『ダイ・ハード/ラスト・デイ』
アリク率いるチャガーリンの手下が序盤のカーチェイスシーンでデジタル迷彩を施したHE型を使用してジャック・マクレーンを追跡する。しかし、息子の危機を知って追跡してきた主人公、ジョン・マクレーンの策によって高速道路の中央分離帯に乗り上げ、そのまま下の道路に突っ込み、走行不能になる。

### ゲーム
『コール オブ デューティ ブラックオプス2』
2025年のアメリカにてデジタル迷彩を施された軍用型と紺と灰に塗装されたFBI仕様の車両が登場する。派生型として、軍用型にはSAM ターレットが搭載された対空車両仕様も存在する。
『バトルフィールド4』
「MRAP」という名称で遠隔操作機銃が搭載されたクーガーHが登場する。